# 图们黄芩
图们黄芩（学名：Scutellaria tuminensis）为唇形科黄芩属下的一个种。产吉林（图们江）；生于河边草甸，海拔600米以下。俄罗斯远东地区也有。模式标本采自吉林图们江岸。

## 扩展阅读
維基物種上的相關：图们黄芩